# 小白船
《小白船》，原名《半月》（朝鲜语：반달、반월가）是朝鲜半岛流传的一首童谣，创作于1924年，由尹克荣作词并作曲。这首歌曲创作于朝鮮日治時期，歌词将天空中的半月比喻做在银河中航行的白船，“船上”有东亚传说中月亮上经常出现的月兔和桂花树，“白船”随着时间流逝在银河中不断摇向西天，反映出了当时的儿童对世界的探求的渴望。

## 在中国的情况
1951年《半月》由一名在北京市少年宫合唱队担任指导老师的中国朝鲜族金正平认为这首歌曲非常适合儿童演唱，遂在其父亲金铁男的帮助下翻译成中文，并拥有中文歌名《小白船》。金正平从小就在父亲的影响下学会了这首歌，并经常在“家庭音乐会”中演唱。金正平后来认为这首歌在他童年的心中“播下了对父亲故土韩国的真挚感情”。这首歌的中文版本随后很快在北京的中小学流行开来，并被编入中国的音乐教材。1992年金正平将这首童谣改变为管弦乐作品，并于1993年在韩国公演。
直至今日，在朝鲜半岛和中国都很流行。在中国，小白船于2007年成为教育部制定的《第一套全国中小学校园集体舞》小学组的可选三个舞蹈之一；同时也被编入中国乐协第三套手风琴考级六级的“中国曲目”中。
网剧《隐秘的角落》与电影《深海》使用該曲作為插曲。在2020年9月北京卫视的《跨界歌王》节目中有歌手演唱此曲，但作词作曲都显示为“朝鲜族民歌”，在同年10月引发韩国网友抗议。